# В погоне за чувствами
В погоне за чувствами — южноафриканский фильм в жанре романтической комедии-драмы режиссёра Кагисо Ледига. В фильме снялись сам Кагисо Ледига (главный герой), Перл Туси (его жена), Эндрю Баклэнд (писатель-алкоголик), Акин Омотосо, Прешес Макгареца, Кейт Ликуориш и Тесса Джаббер. Фильм был выпущен 9 марта 2018 года компаниями United International Pictures и Ster-Kinekor.

## Сюжет
В центре фильма — семья образованных чернокожих южноафриканцев, молодой профессор Витватерсрандского университета, безуспешно пытающийся написать книгу и его красавица-жена. Когда у них в гостях останавливается их кумир, старик-писатель Миллер, ведущий богемный образ жизнь, вся жизнь переворачивается вверх тормашками. Муж, переживающий творческий кризис, постоянно ходит на устраиваемые им вечеринки с выпивками, опустошая и без того небогатый семейный бюджет.

## В ролях
- Кагисо Ледига — Макс Матсане, профессор
- Перл Туси — Самкело, его жена
- Акин Омотосо — Джоэл
- Прешес Макгареца — Лазола Йоко
- Эндрю Баклэнд — Хайнер Миллер, писатель
- Зандиле Тисани — Кабело, молодая студентка с кокаином
- Кейт Ликуориш — Табита
- Тайсон Кросс — Майлс
- Тесса Джаббер — Николь
- Лоисо Гола — Звели

## Производство
Фильм был снят в Кейптауне и Йоханнесбурге, Южная Африка в 2016 году. Фильм посвящен памяти Джона Фолминка, режиссёра из ЮАР, который погиб в результате несчастного случая в 2017 году.

## Релиз
Премьера фильма состоялась на кинофестивале в Лос-Анджелесе 18 июня 2017 года. В ЮАР фильм был выпущен 9 марта 2018 года.